# びばりば!!
『びばりば!!』は、ラジオ関西のアニたまどっとコム内で2017年10月6日から2018年9月28日まで放送されていたラジオ番組
。

## ネット局
| 放送対象地域 | 放送局                       | 放送時間                         | 放送期間                       | 備考   |
| ------------ | ---------------------------- | -------------------------------- | ------------------------------ | ------ |
| 兵庫県       | ラジオ関西（CRK）            | 毎週金曜 0:00 - 1:00（木曜深夜） | 2017年10月6日 - 2018年9月28日  | 制作局 |
| 茨城県       | 茨城放送（IBS）              | 毎週土曜 22:30 - 23:30           | 2017年10月7日 - 2018年9月29日  |        |
| 栃木県       | 栃木放送（CRT）              | 毎週土曜 23:00 - 24:00           | 2017年10月7日 - 2018年9月29日  |        |
| 石川県       | 北陸放送（MRO）              | 毎週月曜 0:00 - 1:00（日曜深夜） | 2017年10月9日 - 2018年4月2日   |        |
| 配信対象地域 | 配信サイト                   | 配信時間                         | 配信期間                       | 備考   |
| 日本全域     | アニたまどっとコム別冊ラジ関 | 毎週月曜 更新                    | 2017年10月9日 - 2017年10月31日 |        |
| 日本全域     | アニたまどっとコムチャンネル | 毎週月曜 更新                    | 2017年11月1日 - 2018年10月1日  |        |

## 出演
- パーソナリティ
  - 中村繪里子

## コーナー
みんなで積もう！徳ジェンガ！
リスナーから自分が徳を積んだと思うエピソードを募集し、徳を積んだと判定した場合、ジェンガを1本ずつ抜いていくコーナー

なおジェンガの中には「鬼」ブロックがあり、それを抜いた場合は今まで積んできた徳（ジェンガ）を崩されるという賽の河原システムである。
ことば遊びと戦おう！
リスナーから送られてくる言葉遊び（理不尽なものも含む）の問題を、中村が回答するコーナー
お金のたまりば！
リスナーから貯金や節約に関するメールを募集し、中村が共感した場合共感の度合いによって貯金箱に貯金をするコーナー

共感した額に対して中村がその額より大きい小銭しか持っていない場合、その金額が貯金に回される。お釣りは出ない仕様になっている。
ビバ！アニたまの輪！(2018年2月22日放送分より「ビバ！アニたまの点！」に名称変更)
同じスタジオで収録している他のアニたまどっとコムの番組やリスナー同士とのコミュニケーションを行うコーナー

スタジオ内にあるアニたまノートでの交流や他番組へのコーナー投稿などのアプローチを試みたが、他番組からの反応が無く、2018年になってからノートの返信も無くなったため、2018年2月22日放送分から「ビバ！アニたまの輪！」から「ビバ！アニたまの点」に降格した。
ダム童貞とコスメ処女
男性リスナーと女性リスナーが歩み寄るコーナー

男性リスナーは女子っぽい、女性リスナーは男子っぽいメールを投稿し、内容的に童貞か処女になりきれているか中村が判定する。
理不尽大喜利
番組のエンディングに前週で発表したお題へのリスナーの回答を読んで中村がツッコみ続けるコーナー
○○総選挙(不定期開催)
様々な総選挙を行うコーナー

第1回:シスタープリンセス総選挙

第2回:聖闘士星矢黄金聖闘士総選挙

第3回:総選挙総選挙

第4回:こどもの頃にやった必殺技総選挙
びばりば！こどもラジオ相談室
こどもらしい素朴な相談について、中村が答えるコーナー
思い出の先生
中村の「人気のある先生って、どんな先生？」という疑問を解決すべく、リスナーが好きだった先生や良い先生とのエピソードを募集

## 関連商品
- びばりば!!スペシャルベリカード
  - 特典CD『びばりば!!カウントCD』
  - 特典DVD『びばりば!!教材DVD～カレーを 作ってダムを学ぼう～』